# Simulium nebulosum
Simulium nebulosum es una especie de insecto del género Simulium, familia Simuliidae, orden Diptera.
Fue descrita científicamente por Currie & Adler, 1986.